# Wolfgang Nestler
Wolfgang Nestler, né le 8 septembre 1943 à Gershausen, est un sculpteur allemand.

## Biographie
Il grandit à Witten. De 1967 à 1973, il étudie à l'académie des beaux-arts de Düsseldorf où il est l'élève d'Erwin Heerich. De 1972 à 1977, il est professeur au Couven-Gymnasium à Aix-la-Chapelle. De 1987 à 1989, il donne des cours à l'université de Siegen puis est professeur à l'académie des beaux-arts de la Sarre de 1990 à 2007.
Le sujet qu'explore souvent Nestler est l'équilibre et le point de gravité ; il met en scène dans ses œuvres une dynamique fragile entre les barres de fer, des pièces articulées et des charnières ou des pièces massives.

## Source de la traduction
- (de) Cet article est partiellement ou en totalité issu de l’article de Wikipédia en allemand intitulé « Wolfgang Nestler » (voir la liste des auteurs).